# Evolve (Chelsea Grin)
Evolve è il secondo EP del gruppo deathcore statunitense Chelsea Grin, pubblicato nel 2012.

## Tracce
- Download digitale

1. The Second Coming - 4:40
2. Lilith - 4:00
3. S.H.O.T. - 3:23
4. Confession - 3:29
5. Don't Ask, Don't Tell - 5:21

- CD (tracce bonus)

1. The Human Condition (Remix) - 4:05

## Formazione
- Andrew Carlston – batteria
- David Flinn – basso
- Jacob "Jake" Harmond – chitarra
- Dan Jones – chitarra
- Alex Koehler – voce
- Jason Richardson – chitarra